# Dystrykt Lower Dir
Dystrykt Lower Dir (urdu: دیر زیریں) – dystrykt w północnym Pakistanie w prowincji Chajber Pasztunchwa. W 1998 roku liczył 717 649 mieszkańców (z czego 49,57% stanowili mężczyźni) i obejmował 76 531 gospodarstw domowych. Siedzibą administracyjną dystryktu jest Timergara.